# Dysstroma griseonotata
Dysstroma griseonotata är en fjärilsart som beskrevs av Lange 1921. Dysstroma griseonotata ingår i släktet Dysstroma och familjen mätare. Inga underarter finns listade i Catalogue of Life.